# Andreas Gutterwitz
Andreas Gutterwitz, död 1610, var en svensk boktryckare, verksam i Stockholm. Han var verksam i Rostock innan han år 1583 inflyttade till Sverige. Han hade en framgångsrik karriär, utgav flera kända verk, och räknades som Sveriges mest framträdande tryckare under sin tid. Efter hans död övertogs hans tryckeri av hans änka, 'Gutterwitz’ enka', som drev till senast 1613. 